# Stella Matutina
La Stella Matutina era una Orden iniciática dedicada a la difusión de las enseñanzas tradicionales de la Hermetic Order of the Golden Dawn (Orden Hermética del Alba Dorada) a través del proceso de iniciación. Entre 1900 y 1903, la rama externa de la Stella Matutina fue conocida como Rosa Mística o Orden externa de la R.M..

## Origen
Tras una revuelta en la primavera de 1903, se formó la Orden fuera del Templo de Amón, y Robert Felkin, un médico inglés, y otros miembros de Londres cambiaron el nombre de la orden externa de la Hermetic Order of the Golden Dawn por el de Stella Matutina. Entre los que ayudaron a crear Stella Matutina se encontraba John William Brodie-Innes, aunque pronto hizo las paces con Samuel Liddell MacGregor Mathers y volvió a la Hermetic Order of the Golden Dawn, ahora llamada Alpha et Omega.
El primer gesto de independencia consistió en la formación de un comité de doce integrantes para gobernar durante un año, pero su desempeño obligó a asumir que estaba muy lejos de ser satisfactorio. Con inconcebible mezquindad y más conflictos, se abandonaron todas las reformas y se volvió al esquema original de nombramiento de tres jefes para liderar y gobernar.
Mientras se encontraban de visita en Nueva Zelanda, el dr. Felkin y su mujer fundaron un nuevo templo llamado Smaragdine Thalasses, estrechamente relacionado con la New Zealand Province of the Societas Rosicruciana. La visita debería haber sido permanente, pero el sr. Meakin, que tenía que hacerse cargo de la jefatura del Templo de Amón, murió en otoño de 1912.
El Templo de Amón de la Stella Matutina de Londres cerró sus puertas en 1919. Esto fue debido a que dos miembros se volvieron esquizofrénicos, uno de los cuales, un pastor protestante, murió posteriormente en un hospital mental.
Felkin fundó Whare Ra (en idioma maorí, la Casa del Sol), un templo de la Stella Matutina, en su casa de Havelock North, en la región de Hawke's Bay. En los años siguientes, Felkin abrió otros templos: la Hermes Lodge (Logia de Hermes) en Bristol y The Secret College (Colegio Secreto) y Merlin Lodge (Logia de Merlín) en Londres.
En 1933, Israel Regardie se unió al Templo de Hermes en Bristol, y se dio de baja del Templo de Amón en 1934, encontrándolo en un estado de desmoralización y decadencia. Muchas de las Knowledge Lectures (Conferencias de Conocimiento) originales habían sido "eliminadas o profundamente remozadas, en gran parte porque estaban más allá de las capacidades de los líderes." Los mismos líderes que se arrogaban grados "extraordinariamente elevados", pero que mostraban ineptitud e ignorancia sobre lo que enseñaban. Regardie, para dar un ejemplo, descubrió que nadie en el templo sabía jugar al ajedrez enoquiano; de hecho el ajedrez de la Orden no se había usado nunca. Construyó su propio tablero y retó a jugar a sus superiores en la Orden: todos se negaron con excusas.
Hacia 1939, la Stella Matutina pasó en gran parte a un estado de latencia, aunque el Templo de Hermes existió hasta 1970. Whare Ra continuó hasta 1978.

## Declarando la independencia
Ya desde el principio, Felkin creía que la Orden debía establecer contacto de hecho con los Jefes Secretos por medio del trabajo astral y de comunicaciones que se recibirían en estado de trance o mediante escritura automática, además de su deseo de llegar a una unidad entre los Rosacruces. Se dio gran importancia a estos mensajes, que llegaban de muy variadas maneras; algunos de ellos daban la aprobación para realizar cambios en los rituales. Felkin construyó nuevos grados para la Stella Matutina, como por ejemplo Adeptus Major, Adeptus Exemptus y Magister templi, todos ellos parecidos a los grados cuarto, quinto y sexto de la Ordo Templi Orientis, antes de que Aleister Crowley los reescribiera.
En este punto, según Francis King, los jefes del Templo de Amón eran adictos a la mediumnidad y a los viajes astrales. Parece que su interpretación de las técnicas de proyección y viaje astral de la Golden Dawn fueron obtenidas del grupo Sphere de Florence Farr.
Se había contactado con dos entidades astrales principales. El primer grupo era Rosacruz, y a veces el médium creía ser controlado por el mismísimo Christian Rosenkreuz. El segundo fue llamado de los Árabes, que decían ser los maestros de los Rosacruces. Las órdenes dadas por estos "Árabes" tenían un efecto sustancial en las normas de la organización. Por ejemplo, las instrucciones recibidas el 9 de enero de 1915 entraron en vigor con la fundación de una organización espiritual anglicana de sanadores llamada Guild of St. Raphael (Cofradía de San Rafael), y como Francis King señala, "eran casi sin excepción, miembros de la Stella Matutina". Sin embargo, recientes evidencias documentales sugieren que King podría haberse equivocado y que la Cofradía no tenía relación con Felkin (Chrism, 2006, p2)
Felkin no estaba satisfecho con los encuentros astrales tal como deseaba para contactar con los Jefes Secretos. A partir de 1901, viajó extensamente con la esperanza de conocer auténticos Rosacruces. En 1906, creyó haber encontrado lo que estaba buscando: un profesor, su hija adoptada y otro caballero; creía que todos ellos eran realmente rosacruces. La hija adoptiva del profesor aseguraba ser sobrina de Anna Sprengel (el Jefe Secreto que autorizó la creación de la Golden Dawn original), y también que tanto su tía como ella eran miembros de la misma organización.
El supuesto grupo rosacruz con el que Felkin había contactado estaba liderado por Rudolf Steiner, fundador de la Sociedad antroposófica, y en esa época todavía director de la sección alemana de la Sociedad Teosófica. King explica que no parecía que este grupo fuera teosófico ni de algún tipo posterior de antroposofía. Especula que, puesto que Steiner en esa época era también el director austríaco de la Ordo Templi Orientis, su primer grado rosacruz guardaba gran parecido con el primer grado de la O.T.O (antes de Crowley).

## Miembros conocidos
- Robert Felkin - Frater Finem Respice: Imperator
- Harriet Felkin - Soror Quaestor Lucis
- Ethlewyn Felkin (hija de Robert y Harriet Felkin)
- Mr. Meakin - Frater Ex Orient Lux
- Israel Regardie - Frater Ad Maiorem Adonai Gloriam
- Baron Walleen
- James Walter Chapman-Taylor

## Renacimiento moderno
Hubo un resurgimiento de la orden de la Stella Matutina llamado Ordo Stella Matutina, también conocido como The Hermetic Sanctuary of Ma'at (Santuario Hermético de Ma'at).